# SC Magdeburg
SC Magdeburg is een Duitse sportclub uit Maagdenburg. De club werd in 1955 opgericht in het project van sportclubs en heette tot 1965 SC Aufbau Magdeburg. De club doet aan atletiek, kanovaren, gymnastiek, roeien en zwemmen maar staat het meest bekend om zijn handbalteam.
Het team, dat de naam SC Magdeburg Gladiators heeft, heeft verschillende grote prijzen gewonnen, als de Champions League en de EHF Cup. Daarnaast werd het team tien keer kampioen van Oost-Duitsland.
De thuiswedstrijden worden gespeeld in de Bördelandhalle. De clubkleuren zijn groen en rood.
Tot 1966 had de club ook een voetbalafdeling die toen een zelfstandig FC werd onder de naam 1. FC Magdeburg.

## Handbalprijzen
Kampioen van Oost-Duitsland
- 1970, 1977, 1980, 1981, 1982, 1983, 1984, 1985, 1988, 1991

Kampioen van Duitsland
- 2001, 2022, 2024

Oost-Duitse beker
- 1977, 1978, 1984, 1990

Duitse beker
- 1996

Duitse SuperCup
- 1996, 2001

EHF Champions League
- 1978, 1981, 2002, 2023, 2025

EHF Cup
- 1999, 2001, 2007

EHF Champions Trophy
- 1981, 2001, 2002

Wereldkampioenschap voor clubs
- 2021, 2022, 2023

## Bekende (oud-)spelers
- Gerrie Eijlers
- Kay Smits